# Sitniče
Sitniče (Servisch cyrillisch Ситниче) is een plaats in de Servische gemeente Novi Pazar. De plaats telt 778 inwoners (2002).